# Mario von Galli
Mario von Galli (Viena, 20 de outubro de 1904 — Zurique, 28 de setembro de 1987; também Andreas Amsee pseudônimo) foi um teólogo jesuíta austríaco.

## Biografia
Galli era filho da baronesa Maria Anna Pasetti-Angeli de Friedenburg e de Johann Rudolf Wilhelm Franz, jurista e funcionário ministerial. Frequentou o Colégio dos jesuítas Stella Matutina de Feldkirch para completar o ensino secundário em 1922. Fez estudos de teologia na Pontifícia Universidade Gregoriana em Roma enquanto aluno do Collegium Germanicum entre 1922 e 1924. Entrou na Companhia de Jesus em 1924, fez noviciado e estudos de teologia em Tisis (bairro de Feldkirch), em Pullach (perto de Munique), em Kalksburg (distrito de Viena) e em Valkenburg (nos Países Baixos). Foi ordenado como sacerdote em 1934 em Innsbruck e exerceu no mesmo ano uma atividade pastoral em Estugarda.
Em 1935, foi proibido de trabalhar como pastor e foi expulso da Alemanha por causa de seu desacordo com aspectos da teoria racial de Alfred Rosenberg. Em 1936 tornou-se colaborador do Instituto apologético de Zurique pelo qual redigiu, sob pseudônimo de Andreas Amsee, o livro Die Judenfrage (“A questão judaica”, publicado em 1939), no qual cedeu ao antisemitismo católico da época com seus estereótipos, mas refutando a persecução dos judeus. Foi redator da revista Apologetische Blätter (rebatizada Orientierung em 1947). Foi expulso da Suíça em 1945 pelo artigo 51 da Constituição Federal da Suíça proibindo a Companhia de Jesus.
Galli tornou-se orador importante na Alemanha. Em 1951, depois de voltar ao Instituto apologético, chegou a ser redator-chefe da revista Orientierung; entre 1960 e 1980, colaborou com a revista hebdomadária friburguesa Christ in der Gegenwart e foi correspondente no Concílio Vaticano II. Sua intensa atividade de orador em congressos católicos, tanto na rádio como na televisão, lhe deu celebridade, e ele contribuiu de maneira importante à popularização das inovações do Concílio no mundo de língua alemã.

## Obras (seleção)
- Zeichen unter den Völkern. 1962.
- Com Bernhard Moosbrugger: Das Konzil. 4 fascículos, 1963-1966.
- Le concile et ses conséquences. 1967 (versão alemã publicada em 1966).
- Gelebte Zukunft: Franz von Assisi. 1970.
- Unser Vater Unser. 1977.
- Gott will die Freude. 1985 (autobiografia).

## Literatura secundária
- Com Heinz Wilhelm Brockmann e Hélder Câmara. Sauerteig: Mario von Galli zum 75. Geburtstag. 1979.
- Alois Schifferle. Mario von Galli SJ. 1994.
- Alois Schifferle. Brandstifter des Geistes. 2000.
- Victor Conzemius. Schweizer Katholizismus 1933-1945. 2001, p. 660-661.